# Frauentorstraße 21 (Weimar)

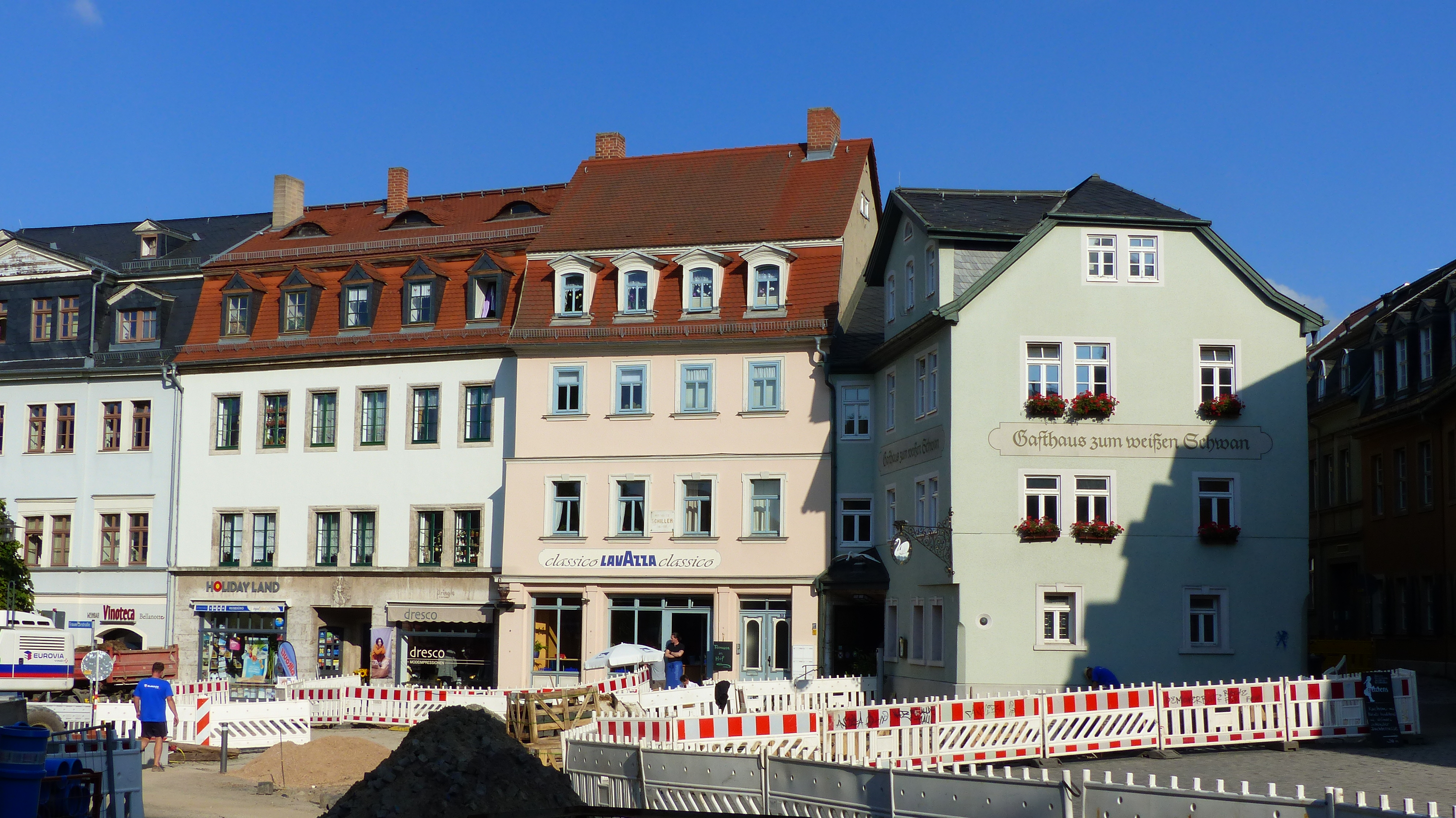
Frauentorstraße 19, 21, 23

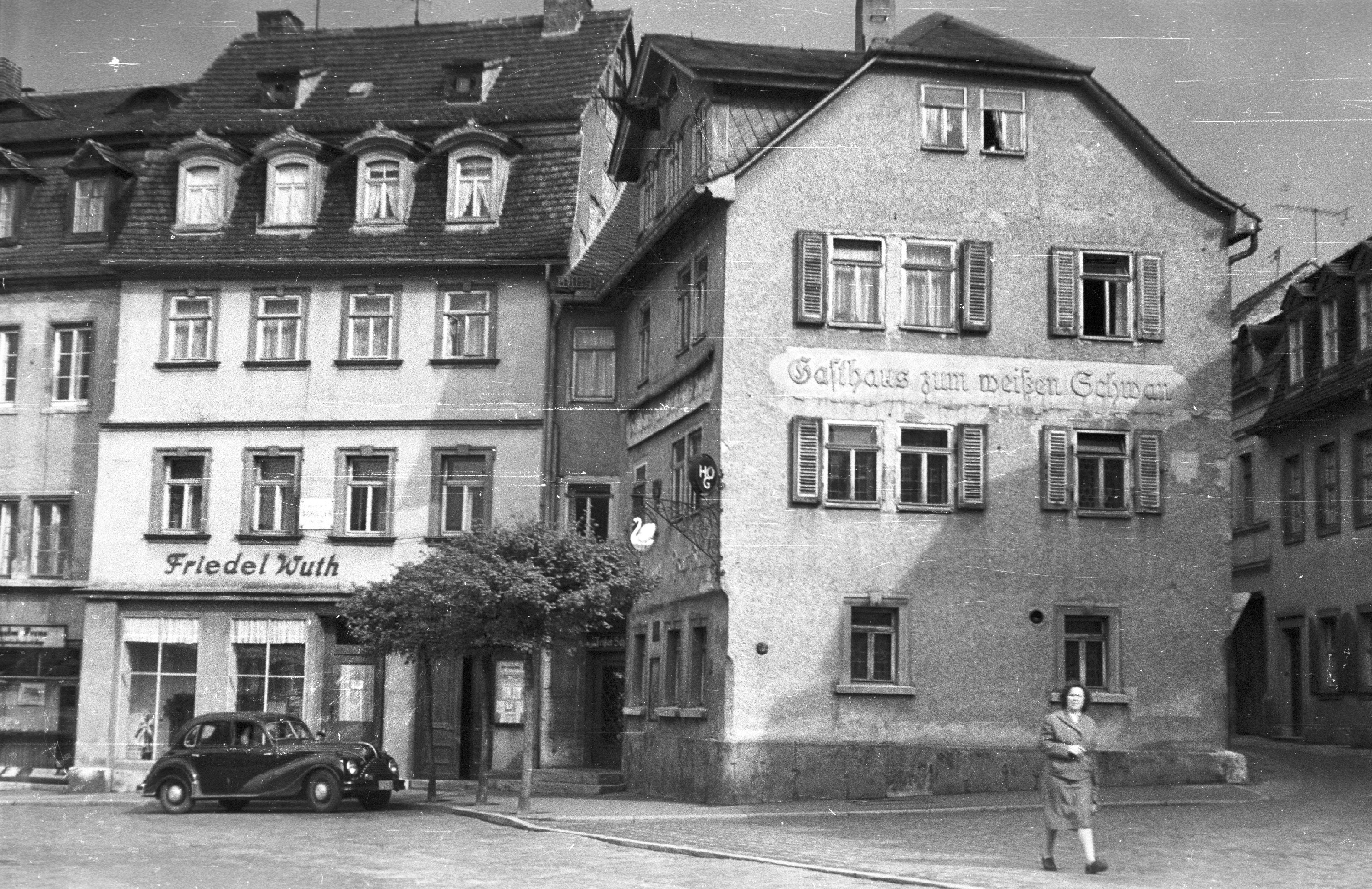
Frauentorstraße 21 und 23, Aufnahme von 1961

Das Wohn- und Geschäftshaus Frauentorstraße 21 ist das Nachbarhaus zum Gasthaus Zum weißen Schwan in Weimar, wo namhafte Persönlichkeiten wie Goethe, Schiller selbst, Johann Peter Eckermann usw. einkehrten.
Äußerlich ist dieses vermutlich aus dem 17. Jahrhundert stammende Gebäude wenig spektakulär. Es hat eine klassizistisch anmutende Fassade, was auf eine Umgestaltung schließen lässt. Das mehrgeschossige Gebäude besitzt ein ausgebautes Dachgeschoss. Doch ist es 1787 bis 1789 für Friedrich Schiller die erste Wohnung, die er in Weimar bei dem Kaufmann Keil mietete. Diese hatte drei Zimmer. Schiller bezog diese Wohnung am 28. Juli 1787. An den Dichter erinnert eine Gedenktafel.
Das Gebäude ist ein Einzeldenkmal und in Verbindung mit der Frauentorstraße als Bauliche Gesamtanlage vom Thüringischen Landesamt für Denkmalpflege und Archäologie ausgewiesen.